# NGC 5798
NGC 5798 (również PGC 53463 lub UGC 9628) – galaktyka nieregularna (Im), znajdująca się w gwiazdozbiorze Wolarza. Odkrył ją William Herschel 16 maja 1784 roku.